# Namdaemun (Kaesong)
Namdaemun hay Nam Đại Môn là cổng phía nam của thành phố có tường bao quanh cũ của Kaesong, Cộng hòa Dân chủ Nhân dân Triều Tiên. Được xây dựng từ năm 1391 đến năm 1393, đây là cổng thành duy nhất trong số 7 cổng thành ban đầu còn xót lại và trong tình trạng gần như nguyên vẹn cho đến nay. Được khởi công vào cuối thời kỳ Câu Ly vào năm 1391, nó được hoàn thành sau đó ba năm dưới triều đại nhà Triều Tiên. Nó có một kết cấu bằng đá, trên cùng với một đình lâu bằng gỗ; tuy nhiên, cấu trúc bằng gỗ ngày nay được tái thiết vào năm 1954 vì cấu trúc cũ đã bị phá hủy vào năm 1950 do Mỹ ném bom trong Chiến tranh Triều Tiên. Trong đình lâu là Chuông chùa Yonbok (chuông chùa Diễn Phúc) được đúc năm 1346 có chiều cao 3,3 mét và nặng khoảng 14 tấn là Quốc bảo Triều Tiên thứ 136. Riêng cổng Nam Đại cũng được công nhận là Quốc bảo Triều Tiên thứ 124. Cổng Nam Đại cũng là một phần của Di sản thế giới các di tích và công trình lịch sử của Kaesong được UNESCO công nhận.